# Copa América 1993
De Copa América 1993 was een voetbaltoernooi gehouden in Ecuador van 15 juni tot 4 juli 1993. Het werd georganiseerd door de CONMEBOL.
Er was geen kwalificatie voor het toernooi, want alle tien landen aangesloten bij de CONMEBOL deden mee. Om de twaalf te bereiken werden voor de eerste keer ook twee landen uitgenodigd. Dit waren Mexico en de Verenigde Staten.
De twaalf teams werden verdeeld over drie groepen van vier landen. De nummers een en twee in de poule en de beste nummers drie gingen door naar de kwartfinales.

## Deelnemende landen
| Land             | Aantal deelnames | Huidig aantal deelnames op rij | Vorige deelname |
| ---------------- | ---------------- | ------------------------------ | --------------- |
| Argentinië (t)   | 33ste            | 14                             | 1991            |
| Bolivia          | 17de             | 9                              | 1991            |
| Brazilië         | 27ste            | 7                              | 1991            |
| Chili            | 29ste            | 8                              | 1991            |
| Colombia         | 12de             | 7                              | 1991            |
| Ecuador (g)      | 18de             | 7                              | 1991            |
| Mexico           | 1ste             | 1                              | -               |
| Paraguay         | 27ste            | 11                             | 1991            |
| Peru             | 22ste            | 7                              | 1991            |
| Uruguay          | 34ste            | 8                              | 1991            |
| Venezuela        | 8ste             | 8                              | 1991            |
| Verenigde Staten | 1ste             | 1                              | -               |

- (g) = gastland
- (t) = titelverdediger

## Stadions
| Ambato                                        | · Machala Portoviejo Guayaquil Quito Cuenca Ambato | Cuenca                                               |
| Estadio Bellavista Capaciteit: 22.000         | · Machala Portoviejo Guayaquil Quito Cuenca Ambato | Estadio Alejandro Serrano Aguilar Capaciteit: 22.000 |
|                                               | · Machala Portoviejo Guayaquil Quito Cuenca Ambato |                                                      |
| Guayaquil                                     | · Machala Portoviejo Guayaquil Quito Cuenca Ambato | Guayaquil                                            |
| Estadio Monumental Capaciteit: 89.932         | · Machala Portoviejo Guayaquil Quito Cuenca Ambato | Estadio George Capwell Capaciteit: 25.000            |
|                                               | · Machala Portoviejo Guayaquil Quito Cuenca Ambato |                                                      |
| Quito                                         | · Machala Portoviejo Guayaquil Quito Cuenca Ambato | Machala                                              |
| Estadio Olímpico Atahualpa Capaciteit: 45.000 | · Machala Portoviejo Guayaquil Quito Cuenca Ambato | Estadio 9 de Mayo Capaciteit: 16.500                 |
|                                               | · Machala Portoviejo Guayaquil Quito Cuenca Ambato | Portoviejo                                           |
| Estadio Reales Tamarindos Capaciteit: 18.500  | · Machala Portoviejo Guayaquil Quito Cuenca Ambato |                                                      |
|                                               | · Machala Portoviejo Guayaquil Quito Cuenca Ambato |                                                      |

## Scheidsrechters
De organisatie nodigde in totaal dertien scheidsrechters uit voor 26 duels. Tussen haakjes staat het aantal gefloten duels tijdens de Copa América 1993.

## Groepsfase

### Groep A
| Land             | Wed | Win | Gel | Ver | DV | DT | +/− | Pnt |
| ---------------- | --- | --- | --- | --- | -- | -- | --- | --- |
| Ecuador          | 3   | 3   | 0   | 0   | 10 | 2  | +8  | 6   |
| Uruguay          | 3   | 1   | 1   | 1   | 4  | 4  | 0   | 3   |
| Venezuela        | 3   | 0   | 2   | 1   | 6  | 11 | –5  | 2   |
| Verenigde Staten | 3   | 0   | 1   | 2   | 3  | 6  | –3  | 1   |

|                                 | |       |                        |                                                                                           |
| 15 juni 1993 «onderlinge duels» | Ecuador | 6 – 1 | Venezuela              | Estadio Olímpico Atahualpa, Quito Toeschouwers: 45.000 Scheidsrechter: Francisco Lamolina |
| 15 juni 1993 «onderlinge duels» | Carlos Muñoz 21' Raúl Noriega 33' Ángel Fernández 58' Eduardo Hurtado 65' Ángel Fernández 81' Álex Aguinaga 77' |       | 80' José Luis Dolgetta | Estadio Olímpico Atahualpa, Quito Toeschouwers: 45.000 Scheidsrechter: Francisco Lamolina |

|                                 |                       |       |                  |                                                                                |
| 16 juni 1993 «onderlinge duels» | Uruguay               | 1 – 0 | Verenigde Staten | Estadio Bellavista, Ambato Toeschouwers: 22.000 Scheidsrechter: Alberto Tejada |
| 16 juni 1993 «onderlinge duels» | Santiago Ostolaza 51' |       |                  | Estadio Bellavista, Ambato Toeschouwers: 22.000 Scheidsrechter: Alberto Tejada |

|                                 |                                             |       |                                         |                                                                            |
| 19 juni 1993 «onderlinge duels» | Uruguay                                     | 2 – 2 | Venezuela                               | Estadio Bellavista, Ambato Toeschouwers: 15.000 Scheidsrechter: Pablo Peña |
| 19 juni 1993 «onderlinge duels» | Marcelo Saralegui 23' Fernando Kanapkis 80' |       | 10' José Luis Dolgetta 73' Stalin Rivas | Estadio Bellavista, Ambato Toeschouwers: 15.000 Scheidsrechter: Pablo Peña |

|                                 |                                    |       |                  |                                                                                      |
| 19 juni 1993 «onderlinge duels» | Ecuador                            | 2 – 0 | Verenigde Staten | Estadio Olímpico Atahualpa, Quito Toeschouwers: 45.000 Scheidsrechter: Iván Guerrero |
| 19 juni 1993 «onderlinge duels» | Raúl Avilés 9' Eduardo Hurtado 37' |       |                  | Estadio Olímpico Atahualpa, Quito Toeschouwers: 45.000 Scheidsrechter: Iván Guerrero |

|                                 |                                                       |       |                                                                    |                                                                                       |
| 22 juni 1993 «onderlinge duels» | Verenigde Staten                                      | 3 – 3 | Venezuela                                                          | Estadio Olímpico Atahualpa, Quito Toeschouwers: 45.000 Scheidsrechter: Alberto Tejada |
| 22 juni 1993 «onderlinge duels» | Chris Henderson 21' Alexi Lalas 37' David Kinnear 52' |       | 66' José Luis Dolgetta 78' José Luis Dolgetta 89' Miguel Echenausi | Estadio Olímpico Atahualpa, Quito Toeschouwers: 45.000 Scheidsrechter: Alberto Tejada |

|                                 |                                   |       |                       |                                                                                           |
| 22 juni 1993 «onderlinge duels» | Ecuador                           | 2 – 1 | Uruguay               | Estadio Olímpico Atahualpa, Quito Toeschouwers: 45.000 Scheidsrechter: Francisco Lamolina |
| 22 juni 1993 «onderlinge duels» | Raúl Avilés 28' Álex Aguinaga 88' |       | 65' Fernando Kanapkis | Estadio Olímpico Atahualpa, Quito Toeschouwers: 45.000 Scheidsrechter: Francisco Lamolina |

### Groep B
| Land     | Wed | Win | Gel | Ver | DV | DT | +/− | Pnt |
| -------- | --- | --- | --- | --- | -- | -- | --- | --- |
| Peru     | 3   | 1   | 2   | 0   | 2  | 1  | +1  | 4   |
| Brazilië | 3   | 1   | 1   | 1   | 5  | 3  | +2  | 3   |
| Paraguay | 3   | 1   | 1   | 1   | 2  | 4  | –2  | 3   |
| Chili    | 3   | 1   | 0   | 2   | 3  | 4  | –1  | 2   |

|                                 |                    |       |       |                                                                                            |
| 18 juni 1993 «onderlinge duels» | Paraguay           | 1 – 0 | Chili | Estadio Alejandro Serrano Aguilar, Cuenca Toeschouwers: 20.000 Scheidsrechter: José Torres |
| 18 juni 1993 «onderlinge duels» | Roberto Cabañas 6' |       |       | Estadio Alejandro Serrano Aguilar, Cuenca Toeschouwers: 20.000 Scheidsrechter: José Torres |

|                                 |          |       |      | |
| 18 juni 1993 «onderlinge duels» | Brazilië | 0 – 0 | Peru | Estadio Alejandro Serrano Aguilar, Cuenca Toeschouwers: 25.000 Scheidsrechter: Arturo Brizio Carter |
| 18 juni 1993 «onderlinge duels» |          |       |      | Estadio Alejandro Serrano Aguilar, Cuenca Toeschouwers: 25.000 Scheidsrechter: Arturo Brizio Carter |

|                                 |                         |       |                    |                                                                                              |
| 21 juni 1993 «onderlinge duels» | Paraguay                | 1 – 1 | Peru               | Estadio Alejandro Serrano Aguilar, Cuenca Toeschouwers: 20.000 Scheidsrechter: Ángel Guevara |
| 21 juni 1993 «onderlinge duels» | Luis Alberto Monzón 38' |       | 77' José del Solar | Estadio Alejandro Serrano Aguilar, Cuenca Toeschouwers: 20.000 Scheidsrechter: Ángel Guevara |

|                                 |                                                                |       |                         |                                                                                              |
| 21 juni 1993 «onderlinge duels» | Chili                                                          | 3 – 2 | Brazilië                | Estadio Alejandro Serrano Aguilar, Cuenca Toeschouwers: 23.000 Scheidsrechter: Alfredo Rodas |
| 21 juni 1993 «onderlinge duels» | José Luis Sierra 15' Richard Zambrano 51' Richard Zambrano 59' |       | 36' Müller 55' Palhinha | Estadio Alejandro Serrano Aguilar, Cuenca Toeschouwers: 23.000 Scheidsrechter: Alfredo Rodas |

|                                 |       |                           |      |                                                                                            |
| 24 juni 1993 «onderlinge duels» | Chili | 0 – 1                     | Peru | Estadio Alejandro Serrano Aguilar, Cuenca Toeschouwers: 20.000 Scheidsrechter: José Torres |
| 24 juni 1993 «onderlinge duels» |       | 14' (pen.) José del Solar |      | Estadio Alejandro Serrano Aguilar, Cuenca Toeschouwers: 20.000 Scheidsrechter: José Torres |

|                                 |                                       |       |          | |
| 24 juni 1993 «onderlinge duels» | Brazilië                              | 3 – 0 | Paraguay | Estadio Alejandro Serrano Aguilar, Cuenca Toeschouwers: 25.000 Scheidsrechter: Arturo Brizio Carter |
| 24 juni 1993 «onderlinge duels» | Palhinha 15' Edmundo 61' Palhinha 71' |       |          | Estadio Alejandro Serrano Aguilar, Cuenca Toeschouwers: 25.000 Scheidsrechter: Arturo Brizio Carter |

### Groep C
| Land       | Wed | Win | Gel | Ver | DV | DT | +/− | Pnt |
| ---------- | --- | --- | --- | --- | -- | -- | --- | --- |
| Colombia   | 3   | 1   | 2   | 0   | 4  | 3  | +1  | 4   |
| Argentinië | 3   | 1   | 2   | 0   | 3  | 2  | +1  | 4   |
| Mexico     | 3   | 0   | 2   | 1   | 2  | 3  | –1  | 2   |
| Bolivia    | 3   | 0   | 2   | 1   | 1  | 2  | –1  | 2   |

|                                 |                                            |       |                        |                                                                              |
| 16 juni 1993 «onderlinge duels» | Colombia                                   | 2 – 1 | Mexico                 | Estadio 9 de Mayo, Machala Toeschouwers: 20.000 Scheidsrechter: Jorge Nieves |
| 16 juni 1993 «onderlinge duels» | Adolfo Valencia 35' Víctor Aristizábal 87' |       | 57' Luis Roberto Alves | Estadio 9 de Mayo, Machala Toeschouwers: 20.000 Scheidsrechter: Jorge Nieves |

|                                 |                       |       |         |                                                                                       |
| 17 juni 1993 «onderlinge duels» | Argentinië            | 1 – 0 | Bolivia | Estadio George Capwell, Guayaquil Toeschouwers: 16.000 Scheidsrechter: Arturo Angeles |
| 17 juni 1993 «onderlinge duels» | Gabriel Batistuta 53' |       |         | Estadio George Capwell, Guayaquil Toeschouwers: 16.000 Scheidsrechter: Arturo Angeles |

|                                 |                    |       |                  |                                                                                     |
| 20 juni 1993 «onderlinge duels» | Argentinië         | 1 – 1 | Mexico           | Estadio George Capwell, Guayaquil Toeschouwers: 16.000 Scheidsrechter: Juan Escobar |
| 20 juni 1993 «onderlinge duels» | Oscar Ruggieri 28' |       | 14' David Patiño | Estadio George Capwell, Guayaquil Toeschouwers: 16.000 Scheidsrechter: Juan Escobar |

|                                 |                            |       |                      |                                                                                |
| 20 juni 1993 «onderlinge duels» | Colombia                   | 1 – 1 | Bolivia              | Estadio 9 de Mayo, Machala Toeschouwers: 11.000 Scheidsrechter: Márcio Rezende |
| 20 juni 1993 «onderlinge duels» | Orlando Maturana 18' (pen) |       | 14' Marco Etcheverry | Estadio 9 de Mayo, Machala Toeschouwers: 11.000 Scheidsrechter: Márcio Rezende |

|                                 |        |       |         |                                                                                         |
| 23 juni 1993 «onderlinge duels» | Mexico | 0 – 0 | Bolivia | Estadio Reales Tamarindos, Portoviejo Toeschouwers: 25.000 Scheidsrechter: Jorge Nieves |
| 23 juni 1993 «onderlinge duels» |        |       |         | Estadio Reales Tamarindos, Portoviejo Toeschouwers: 25.000 Scheidsrechter: Jorge Nieves |

|                                 |                  |       |                  |                                                                                       |
| 23 juni 1993 «onderlinge duels» | Argentinië       | 1 – 1 | Colombia         | Estadio George Capwell, Guayaquil Toeschouwers: 45.000 Scheidsrechter: Márcio Rezende |
| 23 juni 1993 «onderlinge duels» | Diego Simeone 2' |       | 5' Freddy Rincón | Estadio George Capwell, Guayaquil Toeschouwers: 45.000 Scheidsrechter: Márcio Rezende |

### Nummers 3
| Grp | Team      | Pld | G | G | V | DV | DT | DS | Pnt |
| --- | --------- | --- | - | - | - | -- | -- | -- | --- |
| B   | Paraguay  | 3   | 1 | 1 | 1 | 2  | 4  | −2 | 3   |
| C   | Mexico    | 3   | 0 | 2 | 1 | 2  | 3  | −1 | 2   |
| A   | Venezuela | 3   | 0 | 2 | 1 | 6  | 11 | −5 | 2   |

## Knock-outfase
|  | kwartfinale         | kwartfinale        |                    |       | halve finale        | halve finale        |   |  | finale | finale |
|  |                     |                    |                    |       |                     |                     |   |  |        |        |
|  | 26 juni – Quito     |                    |                    |       |                     |                     |   |  |        |        |
|  |                     |                    |                    |       |                     |                     |   |  |        |        |
|  | Ecuador             | 3                  |                    |       |                     |                     |   |  |        |        |
|  | Ecuador             | 3                  | 30 juni – Quito    |       |                     |                     |   |  |        |        |
|  | Paraguay            | 0                  |                    |       |                     |                     |   |  |        |        |
|  | Paraguay            | 0                  | Ecuador            | 0     |                     |                     |   |  |        |        |
|  | 27 juni – Quito     |                    | Ecuador            | 0     |                     |                     |   |  |        |        |
|  |                     | Mexico             | 2                  |       |                     |                     |   |  |        |        |
|  | Mexico              | Mexico             | 2                  | 4     |                     |                     |   |  |        |        |
|  | Mexico              |                    | 4 juli – Guayaquil | 4     |                     |                     |   |  |        |        |
|  | Peru                | 2                  |                    |       |                     |                     |   |  |        |        |
|  | Peru                | 2                  | Argentinië         | 2     |                     |                     |   |  |        |        |
|  | 27 juni – Guayaquil |                    | Argentinië         | 2     |                     |                     |   |  |        |        |
|  |                     | Mexico             | 1                  |       |                     |                     |   |  |        |        |
|  | Argentinië          | Mexico             | 1                  | 1 (6) |                     |                     |   |  |        |        |
|  | Argentinië          | 1 juli – Guayaquil |                    | 1 (6) |                     |                     |   |  |        |        |
|  | Brazilië            | 1 (5)              |                    |       |                     |                     |   |  |        |        |
|  | Brazilië            | 1 (5)              | Argentinië         | 0 (6) | derde plaats        | derde plaats        |   |  |        |        |
|  | 26 juni – Guayaquil |                    | Argentinië         | 0 (6) | derde plaats        | derde plaats        |   |  |        |        |
|  |                     | Colombia           | 0 (5)              |       | 3 juli – Portoviejo | 3 juli – Portoviejo |   |  |        |        |
|  | Colombia            | Colombia           | 0 (5)              | 1 (5) | 3 juli – Portoviejo | 3 juli – Portoviejo |   |  |        |        |
|  | Colombia            |                    |                    |       |                     | Ecuador             | 0 |  |        |        |
|  | Uruguay             | 1 (3)              |                    |       |                     | Ecuador             | 0 |  |        |        |
|  | Uruguay             | 1 (3)              | Colombia           | 1     |                     |                     |   |  |        |        |
|  |                     |                    | Colombia           | 1     |                     |                     |   |  |        |        |

### Kwartfinales
|                                 |                                                              |       |          |                                                                                       |
| 26 juni 1993 «onderlinge duels» | Ecuador                                                      | 3 – 0 | Paraguay | Estadio Olímpico Atahualpa, Quito Toeschouwers: 45.000 Scheidsrechter: Márcio Rezende |
| 26 juni 1993 «onderlinge duels» | Eduardo Hurtado 33' Mario Ramírez 43' (e.d.) Raúl Avilés 81' |       |          | Estadio Olímpico Atahualpa, Quito Toeschouwers: 45.000 Scheidsrechter: Márcio Rezende |

|                                 |                                                                                 |       |                                                           |                                                                                 |
| 26 juni 1993 «onderlinge duels» | Colombia                                                                        | 1 – 1 | Uruguay                                                   | Estadio Monumental, Guayaquil Toeschouwers: 10.000 Scheidsrechter: Juan Escobar |
| 26 juni 1993 «onderlinge duels» | Luis Carlos Perea 88'                                                           |       | 63' Marcelo Saralegui                                     | Estadio Monumental, Guayaquil Toeschouwers: 10.000 Scheidsrechter: Juan Escobar |
| 26 juni 1993 «onderlinge duels» | Strafschoppen                                                                   |       |                                                           | Estadio Monumental, Guayaquil Toeschouwers: 10.000 Scheidsrechter: Juan Escobar |
| 26 juni 1993 «onderlinge duels» | Faustino Asprilla Alexis Mendoza Carlos Valderrama Wilson Pérez Adolfo Valencia | 5 – 3 | Walter Peletti Marcelo Saralegui Eber Moas Robert Siboldi | Estadio Monumental, Guayaquil Toeschouwers: 10.000 Scheidsrechter: Juan Escobar |

|                                 |                                                                                                  |       |                                                     |                                                                                   |
| 27 juni 1993 «onderlinge duels» | Argentinië                                                                                       | 1 – 1 | Brazilië                                            | Estadio Monumental, Guayaquil Toeschouwers: 25.000 Scheidsrechter: Alberto Tejada |
| 27 juni 1993 «onderlinge duels» | Leonardo Rodríguez 69'                                                                           |       | 37' Müller                                          | Estadio Monumental, Guayaquil Toeschouwers: 25.000 Scheidsrechter: Alberto Tejada |
| 27 juni 1993 «onderlinge duels» | Strafschoppen                                                                                    |       |                                                     | Estadio Monumental, Guayaquil Toeschouwers: 25.000 Scheidsrechter: Alberto Tejada |
| 27 juni 1993 «onderlinge duels» | Néstor Gorosito Diego Simeone Leonardo Rodríguez Alberto Acosta Ramon Medina Bello Jorge Borelli | 6 – 5 | Zinho Cafú Müller Roberto Carlos Luisinho Boiadeiro | Estadio Monumental, Guayaquil Toeschouwers: 25.000 Scheidsrechter: Alberto Tejada |

|                                 |                                                                                                |       |                                            |                                                                                      |
| 27 juni 1993 «onderlinge duels» | Mexico                                                                                         | 4 – 2 | Peru                                       | Estadio Olímpico Atahualpa, Quito Toeschouwers: 35.000 Scheidsrechter: Iván Guerrero |
| 27 juni 1993 «onderlinge duels» | Alberto García Aspe 22' (pen.) Luis Roberto Alves 43' Alberto García Aspe 44' David Patiño 49' |       | 55' (pen.) José del Solar 82' Juan Reynoso | Estadio Olímpico Atahualpa, Quito Toeschouwers: 35.000 Scheidsrechter: Iván Guerrero |

### Halve finales
|                                 |                                    |       |         |                                                                                       |
| 30 juni 1993 «onderlinge duels» | Mexico                             | 2 – 0 | Ecuador | Estadio Olímpico Atahualpa, Quito Toeschouwers: 45.000 Scheidsrechter: Alberto Tejada |
| 30 juni 1993 «onderlinge duels» | Hugo Sánchez 23' Ramón Ramírez 54' |       |         | Estadio Olímpico Atahualpa, Quito Toeschouwers: 45.000 Scheidsrechter: Alberto Tejada |

|                                |                                                                                                 |       |                                                                                                  |                                                                                 |
| 1 juli 1993 «onderlinge duels» | Argentinië                                                                                      | 0 – 0 | Colombia                                                                                         | Estadio Monumental, Guayaquil Toeschouwers: 15.000 Scheidsrechter: Jorge Nieves |
| 1 juli 1993 «onderlinge duels» |                                                                                                 |       |                                                                                                  | Estadio Monumental, Guayaquil Toeschouwers: 15.000 Scheidsrechter: Jorge Nieves |
| 1 juli 1993 «onderlinge duels» | Strafschoppen                                                                                   |       |                                                                                                  | Estadio Monumental, Guayaquil Toeschouwers: 15.000 Scheidsrechter: Jorge Nieves |
| 1 juli 1993 «onderlinge duels» | Néstor Gorosito Gabriel Batistuta Diego Simeone Leonardo Rodríguez Alberto Acosta Jorge Borelli | 6 – 5 | Freddy Rincón Faustino Asprilla Alexis Mendoza Wilson Pérez Carlos Valderrama Víctor Aristizábal | Estadio Monumental, Guayaquil Toeschouwers: 15.000 Scheidsrechter: Jorge Nieves |

### Troostfinale
|                                |                     |       |         |                                                                                            |
| 3 juli 1993 «onderlinge duels» | Colombia            | 1 – 0 | Ecuador | Estadio Reales Tamarindos, Portoviejo Toeschouwers: 18.000 Scheidsrechter: Alvaro Arboleda |
| 3 juli 1993 «onderlinge duels» | Adolfo Valencia 86' |       |         | Estadio Reales Tamarindos, Portoviejo Toeschouwers: 18.000 Scheidsrechter: Alvaro Arboleda |

### Finale
|                                |                                             |       |                      |                                                                                   |
| 4 juli 1993 «onderlinge duels» | Argentinië                                  | 2 – 1 | Mexico               | Estadio Monumental, Guayaquil Toeschouwers: 40.000 Scheidsrechter: Márcio Rezende |
| 4 juli 1993 «onderlinge duels» | Gabriel Batistuta 63' Gabriel Batistuta 74' |       | 67' Benjamín Galindo | Estadio Monumental, Guayaquil Toeschouwers: 40.000 Scheidsrechter: Márcio Rezende |

|                       |
| Vlag van Argentinië   |
| ARGENTINIË 14de titel |

## Doelpuntenmakers
4 doelpunten
- José Luis Dolgetta

3 doelpunten
- Gabriel Batistuta
- Palhinha
- Ney Avilés
- Eduardo Hurtado
- José del Solar

2 doelpunten
- Müller
- Richard Zambrano
- Adolfo Valencia
- Álex Aguinaga

- Ángel Fernández
- Luis Roberto Alves "Zague"
- Alberto García Aspe

- David Patiño
- Fernando Kanapkis
- Marcelo Saralegui

1 doelpunt
- Leonardo Rodríguez
- Oscar Ruggeri
- Diego Simeone
- Marco Etcheverry
- Edmundo
- José Luis Sierra
- Víctor Aristizábal
- Orlando Maturana

- Luis Carlos Perea
- Freddy Rincón
- Carlos Antonio Muñoz
- Raúl Noriega
- Benjamín Galindo
- Ramón Ramírez
- Hugo Sánchez
- Roberto Cabañas

- Luis Monzón
- Juan Reynoso
- Santiago Ostolaza
- Alexi Lalas
- Chris Henderson
- Dominic Kinnear
- Miguel Echenausi
- Stalin Rivas

Eigen doelpunt
- Mario Ramirez (Tegen Ecuador)

1916 · 
1917 · 
1919 · 
1920 · 
1921 · 
1922 · 
1923 · 
1924 · 
1925 · 
1926 · 
1927 · 
1929 · 
1935 · 
1937 · 
1939 · 
1941 · 
1942 · 
1945 · 
1946 · 
1947 · 
1949 · 
1953 · 
1955 · 
1956 · 
1957 · 
1959 · 
1959 · 
1963 · 
1967 · 
1975 · 
1979 · 
1983 · 
1987 · 
1989 · 
1991 · 
1993 · 
1995 · 
1997 · 
1999 · 
2001 · 
2004 · 
2007 · 
2011 · 
2015 · 
2016 ·
2019 ·
2021 ·
2024